# Catagramma discoidalis
Catagramma discoidalis är en fjärilsart som beskrevs av Guérin-meneville 1844. Catagramma discoidalis ingår i släktet Catagramma och familjen praktfjärilar. Inga underarter finns listade i Catalogue of Life.